# Родопске планинске мешовите шуме
Родопске планинске мешовите шуме су екорегион у оквиру биома широколисних и мешовитих шума умерених предела, распрострањене већим делом на Балканским и Родопским планинама у Бугарској, са малим подручјима у Србији, Македонији и Грчкој. Површина екорегиона је око 31 600 km². Посебан значај овог региона види се у богатству флоре (око 3000 врста васкуларних биљака) и њеном ендемично-реликтном карактеру, јер су поједине клисуре и кањони овог региона служиле као рефугијум средњоевропској флори током плеистоценских ледених доба. Екорегион родопских планинских мешовитих шума сматра се критично угроженим услед пољопривредне експанзије и повећаног интензитета туризма.
Вегетацију овог екорегиона чине:
- мешовите и полидоминантне листопадне шуме у нижим областима (шуме букве, храстова, граба, брезе),
- мешовите и четинарске шуме на већим надморским висинама (шуме са јелом, смрчом, црним бором),
- алпијска вегетација изнад горње шумске границе.

Фауна се карактерише присуством великог броја угрожених врста, некада широко распрострањених у Европи. Овде живе видра (Lutra lutra), куна златица (Martes martes), орао крсташ (Aquila heliaca), црни лешинар (Aegypius monachus), и патка њорка (Aytha nyroca). 